# Acanthocyclops sensitivus
Acanthocyclops sensitivus – gatunek widłonoga z rodziny Cyclopidae. Opisali go w 1914 roku szwajcarscy zoolodzy Albert Graeter i Pierre-Alfred Chappuis, nadając mu nazwę Cyclops sensitivus.